# Каїсса (програма)
«Каїсса» — шахова програма, розроблена в СРСР в 1960-х роках. Своє ім'я вона отримала на честь богині шахів Каїсси. У серпні 1974 року Каїсса стала першим чемпіоном світу з шахів серед комп'ютерних програм. 

## Історія
|   | a | b | c | d | e | f | g | h |   |
| 8 | a8 білий ферзь · g8 чорний король · e7 чорна тура · f7 чорний пішак · h7 чорний пішак · b6 чорний пішак · d6 чорний ферзь · f6 чорний слон · g6 чорний пішак · b5 білий слон · d5 чорний кінь · d4 білий пішак · e4 чорний пішак · g4 білий пішак · e3 білий слон · h3 білий пішак · a2 білий пішак · b2 білий пішак · f2 білий пішак · c1 біла тура · g1 білий король | a8 білий ферзь · g8 чорний король · e7 чорна тура · f7 чорний пішак · h7 чорний пішак · b6 чорний пішак · d6 чорний ферзь · f6 чорний слон · g6 чорний пішак · b5 білий слон · d5 чорний кінь · d4 білий пішак · e4 чорний пішак · g4 білий пішак · e3 білий слон · h3 білий пішак · a2 білий пішак · b2 білий пішак · f2 білий пішак · c1 біла тура · g1 білий король | a8 білий ферзь · g8 чорний король · e7 чорна тура · f7 чорний пішак · h7 чорний пішак · b6 чорний пішак · d6 чорний ферзь · f6 чорний слон · g6 чорний пішак · b5 білий слон · d5 чорний кінь · d4 білий пішак · e4 чорний пішак · g4 білий пішак · e3 білий слон · h3 білий пішак · a2 білий пішак · b2 білий пішак · f2 білий пішак · c1 біла тура · g1 білий король | a8 білий ферзь · g8 чорний король · e7 чорна тура · f7 чорний пішак · h7 чорний пішак · b6 чорний пішак · d6 чорний ферзь · f6 чорний слон · g6 чорний пішак · b5 білий слон · d5 чорний кінь · d4 білий пішак · e4 чорний пішак · g4 білий пішак · e3 білий слон · h3 білий пішак · a2 білий пішак · b2 білий пішак · f2 білий пішак · c1 біла тура · g1 білий король | a8 білий ферзь · g8 чорний король · e7 чорна тура · f7 чорний пішак · h7 чорний пішак · b6 чорний пішак · d6 чорний ферзь · f6 чорний слон · g6 чорний пішак · b5 білий слон · d5 чорний кінь · d4 білий пішак · e4 чорний пішак · g4 білий пішак · e3 білий слон · h3 білий пішак · a2 білий пішак · b2 білий пішак · f2 білий пішак · c1 біла тура · g1 білий король | a8 білий ферзь · g8 чорний король · e7 чорна тура · f7 чорний пішак · h7 чорний пішак · b6 чорний пішак · d6 чорний ферзь · f6 чорний слон · g6 чорний пішак · b5 білий слон · d5 чорний кінь · d4 білий пішак · e4 чорний пішак · g4 білий пішак · e3 білий слон · h3 білий пішак · a2 білий пішак · b2 білий пішак · f2 білий пішак · c1 біла тура · g1 білий король | a8 білий ферзь · g8 чорний король · e7 чорна тура · f7 чорний пішак · h7 чорний пішак · b6 чорний пішак · d6 чорний ферзь · f6 чорний слон · g6 чорний пішак · b5 білий слон · d5 чорний кінь · d4 білий пішак · e4 чорний пішак · g4 білий пішак · e3 білий слон · h3 білий пішак · a2 білий пішак · b2 білий пішак · f2 білий пішак · c1 біла тура · g1 білий король | a8 білий ферзь · g8 чорний король · e7 чорна тура · f7 чорний пішак · h7 чорний пішак · b6 чорний пішак · d6 чорний ферзь · f6 чорний слон · g6 чорний пішак · b5 білий слон · d5 чорний кінь · d4 білий пішак · e4 чорний пішак · g4 білий пішак · e3 білий слон · h3 білий пішак · a2 білий пішак · b2 білий пішак · f2 білий пішак · c1 біла тура · g1 білий король | 8 |
| 7 | a8 білий ферзь · g8 чорний король · e7 чорна тура · f7 чорний пішак · h7 чорний пішак · b6 чорний пішак · d6 чорний ферзь · f6 чорний слон · g6 чорний пішак · b5 білий слон · d5 чорний кінь · d4 білий пішак · e4 чорний пішак · g4 білий пішак · e3 білий слон · h3 білий пішак · a2 білий пішак · b2 білий пішак · f2 білий пішак · c1 біла тура · g1 білий король | a8 білий ферзь · g8 чорний король · e7 чорна тура · f7 чорний пішак · h7 чорний пішак · b6 чорний пішак · d6 чорний ферзь · f6 чорний слон · g6 чорний пішак · b5 білий слон · d5 чорний кінь · d4 білий пішак · e4 чорний пішак · g4 білий пішак · e3 білий слон · h3 білий пішак · a2 білий пішак · b2 білий пішак · f2 білий пішак · c1 біла тура · g1 білий король | a8 білий ферзь · g8 чорний король · e7 чорна тура · f7 чорний пішак · h7 чорний пішак · b6 чорний пішак · d6 чорний ферзь · f6 чорний слон · g6 чорний пішак · b5 білий слон · d5 чорний кінь · d4 білий пішак · e4 чорний пішак · g4 білий пішак · e3 білий слон · h3 білий пішак · a2 білий пішак · b2 білий пішак · f2 білий пішак · c1 біла тура · g1 білий король | a8 білий ферзь · g8 чорний король · e7 чорна тура · f7 чорний пішак · h7 чорний пішак · b6 чорний пішак · d6 чорний ферзь · f6 чорний слон · g6 чорний пішак · b5 білий слон · d5 чорний кінь · d4 білий пішак · e4 чорний пішак · g4 білий пішак · e3 білий слон · h3 білий пішак · a2 білий пішак · b2 білий пішак · f2 білий пішак · c1 біла тура · g1 білий король | a8 білий ферзь · g8 чорний король · e7 чорна тура · f7 чорний пішак · h7 чорний пішак · b6 чорний пішак · d6 чорний ферзь · f6 чорний слон · g6 чорний пішак · b5 білий слон · d5 чорний кінь · d4 білий пішак · e4 чорний пішак · g4 білий пішак · e3 білий слон · h3 білий пішак · a2 білий пішак · b2 білий пішак · f2 білий пішак · c1 біла тура · g1 білий король | a8 білий ферзь · g8 чорний король · e7 чорна тура · f7 чорний пішак · h7 чорний пішак · b6 чорний пішак · d6 чорний ферзь · f6 чорний слон · g6 чорний пішак · b5 білий слон · d5 чорний кінь · d4 білий пішак · e4 чорний пішак · g4 білий пішак · e3 білий слон · h3 білий пішак · a2 білий пішак · b2 білий пішак · f2 білий пішак · c1 біла тура · g1 білий король | a8 білий ферзь · g8 чорний король · e7 чорна тура · f7 чорний пішак · h7 чорний пішак · b6 чорний пішак · d6 чорний ферзь · f6 чорний слон · g6 чорний пішак · b5 білий слон · d5 чорний кінь · d4 білий пішак · e4 чорний пішак · g4 білий пішак · e3 білий слон · h3 білий пішак · a2 білий пішак · b2 білий пішак · f2 білий пішак · c1 біла тура · g1 білий король | a8 білий ферзь · g8 чорний король · e7 чорна тура · f7 чорний пішак · h7 чорний пішак · b6 чорний пішак · d6 чорний ферзь · f6 чорний слон · g6 чорний пішак · b5 білий слон · d5 чорний кінь · d4 білий пішак · e4 чорний пішак · g4 білий пішак · e3 білий слон · h3 білий пішак · a2 білий пішак · b2 білий пішак · f2 білий пішак · c1 біла тура · g1 білий король | 7 |
| 6 | a8 білий ферзь · g8 чорний король · e7 чорна тура · f7 чорний пішак · h7 чорний пішак · b6 чорний пішак · d6 чорний ферзь · f6 чорний слон · g6 чорний пішак · b5 білий слон · d5 чорний кінь · d4 білий пішак · e4 чорний пішак · g4 білий пішак · e3 білий слон · h3 білий пішак · a2 білий пішак · b2 білий пішак · f2 білий пішак · c1 біла тура · g1 білий король | a8 білий ферзь · g8 чорний король · e7 чорна тура · f7 чорний пішак · h7 чорний пішак · b6 чорний пішак · d6 чорний ферзь · f6 чорний слон · g6 чорний пішак · b5 білий слон · d5 чорний кінь · d4 білий пішак · e4 чорний пішак · g4 білий пішак · e3 білий слон · h3 білий пішак · a2 білий пішак · b2 білий пішак · f2 білий пішак · c1 біла тура · g1 білий король | a8 білий ферзь · g8 чорний король · e7 чорна тура · f7 чорний пішак · h7 чорний пішак · b6 чорний пішак · d6 чорний ферзь · f6 чорний слон · g6 чорний пішак · b5 білий слон · d5 чорний кінь · d4 білий пішак · e4 чорний пішак · g4 білий пішак · e3 білий слон · h3 білий пішак · a2 білий пішак · b2 білий пішак · f2 білий пішак · c1 біла тура · g1 білий король | a8 білий ферзь · g8 чорний король · e7 чорна тура · f7 чорний пішак · h7 чорний пішак · b6 чорний пішак · d6 чорний ферзь · f6 чорний слон · g6 чорний пішак · b5 білий слон · d5 чорний кінь · d4 білий пішак · e4 чорний пішак · g4 білий пішак · e3 білий слон · h3 білий пішак · a2 білий пішак · b2 білий пішак · f2 білий пішак · c1 біла тура · g1 білий король | a8 білий ферзь · g8 чорний король · e7 чорна тура · f7 чорний пішак · h7 чорний пішак · b6 чорний пішак · d6 чорний ферзь · f6 чорний слон · g6 чорний пішак · b5 білий слон · d5 чорний кінь · d4 білий пішак · e4 чорний пішак · g4 білий пішак · e3 білий слон · h3 білий пішак · a2 білий пішак · b2 білий пішак · f2 білий пішак · c1 біла тура · g1 білий король | a8 білий ферзь · g8 чорний король · e7 чорна тура · f7 чорний пішак · h7 чорний пішак · b6 чорний пішак · d6 чорний ферзь · f6 чорний слон · g6 чорний пішак · b5 білий слон · d5 чорний кінь · d4 білий пішак · e4 чорний пішак · g4 білий пішак · e3 білий слон · h3 білий пішак · a2 білий пішак · b2 білий пішак · f2 білий пішак · c1 біла тура · g1 білий король | a8 білий ферзь · g8 чорний король · e7 чорна тура · f7 чорний пішак · h7 чорний пішак · b6 чорний пішак · d6 чорний ферзь · f6 чорний слон · g6 чорний пішак · b5 білий слон · d5 чорний кінь · d4 білий пішак · e4 чорний пішак · g4 білий пішак · e3 білий слон · h3 білий пішак · a2 білий пішак · b2 білий пішак · f2 білий пішак · c1 біла тура · g1 білий король | a8 білий ферзь · g8 чорний король · e7 чорна тура · f7 чорний пішак · h7 чорний пішак · b6 чорний пішак · d6 чорний ферзь · f6 чорний слон · g6 чорний пішак · b5 білий слон · d5 чорний кінь · d4 білий пішак · e4 чорний пішак · g4 білий пішак · e3 білий слон · h3 білий пішак · a2 білий пішак · b2 білий пішак · f2 білий пішак · c1 біла тура · g1 білий король | 6 |
| 5 | a8 білий ферзь · g8 чорний король · e7 чорна тура · f7 чорний пішак · h7 чорний пішак · b6 чорний пішак · d6 чорний ферзь · f6 чорний слон · g6 чорний пішак · b5 білий слон · d5 чорний кінь · d4 білий пішак · e4 чорний пішак · g4 білий пішак · e3 білий слон · h3 білий пішак · a2 білий пішак · b2 білий пішак · f2 білий пішак · c1 біла тура · g1 білий король | a8 білий ферзь · g8 чорний король · e7 чорна тура · f7 чорний пішак · h7 чорний пішак · b6 чорний пішак · d6 чорний ферзь · f6 чорний слон · g6 чорний пішак · b5 білий слон · d5 чорний кінь · d4 білий пішак · e4 чорний пішак · g4 білий пішак · e3 білий слон · h3 білий пішак · a2 білий пішак · b2 білий пішак · f2 білий пішак · c1 біла тура · g1 білий король | a8 білий ферзь · g8 чорний король · e7 чорна тура · f7 чорний пішак · h7 чорний пішак · b6 чорний пішак · d6 чорний ферзь · f6 чорний слон · g6 чорний пішак · b5 білий слон · d5 чорний кінь · d4 білий пішак · e4 чорний пішак · g4 білий пішак · e3 білий слон · h3 білий пішак · a2 білий пішак · b2 білий пішак · f2 білий пішак · c1 біла тура · g1 білий король | a8 білий ферзь · g8 чорний король · e7 чорна тура · f7 чорний пішак · h7 чорний пішак · b6 чорний пішак · d6 чорний ферзь · f6 чорний слон · g6 чорний пішак · b5 білий слон · d5 чорний кінь · d4 білий пішак · e4 чорний пішак · g4 білий пішак · e3 білий слон · h3 білий пішак · a2 білий пішак · b2 білий пішак · f2 білий пішак · c1 біла тура · g1 білий король | a8 білий ферзь · g8 чорний король · e7 чорна тура · f7 чорний пішак · h7 чорний пішак · b6 чорний пішак · d6 чорний ферзь · f6 чорний слон · g6 чорний пішак · b5 білий слон · d5 чорний кінь · d4 білий пішак · e4 чорний пішак · g4 білий пішак · e3 білий слон · h3 білий пішак · a2 білий пішак · b2 білий пішак · f2 білий пішак · c1 біла тура · g1 білий король | a8 білий ферзь · g8 чорний король · e7 чорна тура · f7 чорний пішак · h7 чорний пішак · b6 чорний пішак · d6 чорний ферзь · f6 чорний слон · g6 чорний пішак · b5 білий слон · d5 чорний кінь · d4 білий пішак · e4 чорний пішак · g4 білий пішак · e3 білий слон · h3 білий пішак · a2 білий пішак · b2 білий пішак · f2 білий пішак · c1 біла тура · g1 білий король | a8 білий ферзь · g8 чорний король · e7 чорна тура · f7 чорний пішак · h7 чорний пішак · b6 чорний пішак · d6 чорний ферзь · f6 чорний слон · g6 чорний пішак · b5 білий слон · d5 чорний кінь · d4 білий пішак · e4 чорний пішак · g4 білий пішак · e3 білий слон · h3 білий пішак · a2 білий пішак · b2 білий пішак · f2 білий пішак · c1 біла тура · g1 білий король | a8 білий ферзь · g8 чорний король · e7 чорна тура · f7 чорний пішак · h7 чорний пішак · b6 чорний пішак · d6 чорний ферзь · f6 чорний слон · g6 чорний пішак · b5 білий слон · d5 чорний кінь · d4 білий пішак · e4 чорний пішак · g4 білий пішак · e3 білий слон · h3 білий пішак · a2 білий пішак · b2 білий пішак · f2 білий пішак · c1 біла тура · g1 білий король | 5 |
| 4 | a8 білий ферзь · g8 чорний король · e7 чорна тура · f7 чорний пішак · h7 чорний пішак · b6 чорний пішак · d6 чорний ферзь · f6 чорний слон · g6 чорний пішак · b5 білий слон · d5 чорний кінь · d4 білий пішак · e4 чорний пішак · g4 білий пішак · e3 білий слон · h3 білий пішак · a2 білий пішак · b2 білий пішак · f2 білий пішак · c1 біла тура · g1 білий король | a8 білий ферзь · g8 чорний король · e7 чорна тура · f7 чорний пішак · h7 чорний пішак · b6 чорний пішак · d6 чорний ферзь · f6 чорний слон · g6 чорний пішак · b5 білий слон · d5 чорний кінь · d4 білий пішак · e4 чорний пішак · g4 білий пішак · e3 білий слон · h3 білий пішак · a2 білий пішак · b2 білий пішак · f2 білий пішак · c1 біла тура · g1 білий король | a8 білий ферзь · g8 чорний король · e7 чорна тура · f7 чорний пішак · h7 чорний пішак · b6 чорний пішак · d6 чорний ферзь · f6 чорний слон · g6 чорний пішак · b5 білий слон · d5 чорний кінь · d4 білий пішак · e4 чорний пішак · g4 білий пішак · e3 білий слон · h3 білий пішак · a2 білий пішак · b2 білий пішак · f2 білий пішак · c1 біла тура · g1 білий король | a8 білий ферзь · g8 чорний король · e7 чорна тура · f7 чорний пішак · h7 чорний пішак · b6 чорний пішак · d6 чорний ферзь · f6 чорний слон · g6 чорний пішак · b5 білий слон · d5 чорний кінь · d4 білий пішак · e4 чорний пішак · g4 білий пішак · e3 білий слон · h3 білий пішак · a2 білий пішак · b2 білий пішак · f2 білий пішак · c1 біла тура · g1 білий король | a8 білий ферзь · g8 чорний король · e7 чорна тура · f7 чорний пішак · h7 чорний пішак · b6 чорний пішак · d6 чорний ферзь · f6 чорний слон · g6 чорний пішак · b5 білий слон · d5 чорний кінь · d4 білий пішак · e4 чорний пішак · g4 білий пішак · e3 білий слон · h3 білий пішак · a2 білий пішак · b2 білий пішак · f2 білий пішак · c1 біла тура · g1 білий король | a8 білий ферзь · g8 чорний король · e7 чорна тура · f7 чорний пішак · h7 чорний пішак · b6 чорний пішак · d6 чорний ферзь · f6 чорний слон · g6 чорний пішак · b5 білий слон · d5 чорний кінь · d4 білий пішак · e4 чорний пішак · g4 білий пішак · e3 білий слон · h3 білий пішак · a2 білий пішак · b2 білий пішак · f2 білий пішак · c1 біла тура · g1 білий король | a8 білий ферзь · g8 чорний король · e7 чорна тура · f7 чорний пішак · h7 чорний пішак · b6 чорний пішак · d6 чорний ферзь · f6 чорний слон · g6 чорний пішак · b5 білий слон · d5 чорний кінь · d4 білий пішак · e4 чорний пішак · g4 білий пішак · e3 білий слон · h3 білий пішак · a2 білий пішак · b2 білий пішак · f2 білий пішак · c1 біла тура · g1 білий король | a8 білий ферзь · g8 чорний король · e7 чорна тура · f7 чорний пішак · h7 чорний пішак · b6 чорний пішак · d6 чорний ферзь · f6 чорний слон · g6 чорний пішак · b5 білий слон · d5 чорний кінь · d4 білий пішак · e4 чорний пішак · g4 білий пішак · e3 білий слон · h3 білий пішак · a2 білий пішак · b2 білий пішак · f2 білий пішак · c1 біла тура · g1 білий король | 4 |
| 3 | a8 білий ферзь · g8 чорний король · e7 чорна тура · f7 чорний пішак · h7 чорний пішак · b6 чорний пішак · d6 чорний ферзь · f6 чорний слон · g6 чорний пішак · b5 білий слон · d5 чорний кінь · d4 білий пішак · e4 чорний пішак · g4 білий пішак · e3 білий слон · h3 білий пішак · a2 білий пішак · b2 білий пішак · f2 білий пішак · c1 біла тура · g1 білий король | a8 білий ферзь · g8 чорний король · e7 чорна тура · f7 чорний пішак · h7 чорний пішак · b6 чорний пішак · d6 чорний ферзь · f6 чорний слон · g6 чорний пішак · b5 білий слон · d5 чорний кінь · d4 білий пішак · e4 чорний пішак · g4 білий пішак · e3 білий слон · h3 білий пішак · a2 білий пішак · b2 білий пішак · f2 білий пішак · c1 біла тура · g1 білий король | a8 білий ферзь · g8 чорний король · e7 чорна тура · f7 чорний пішак · h7 чорний пішак · b6 чорний пішак · d6 чорний ферзь · f6 чорний слон · g6 чорний пішак · b5 білий слон · d5 чорний кінь · d4 білий пішак · e4 чорний пішак · g4 білий пішак · e3 білий слон · h3 білий пішак · a2 білий пішак · b2 білий пішак · f2 білий пішак · c1 біла тура · g1 білий король | a8 білий ферзь · g8 чорний король · e7 чорна тура · f7 чорний пішак · h7 чорний пішак · b6 чорний пішак · d6 чорний ферзь · f6 чорний слон · g6 чорний пішак · b5 білий слон · d5 чорний кінь · d4 білий пішак · e4 чорний пішак · g4 білий пішак · e3 білий слон · h3 білий пішак · a2 білий пішак · b2 білий пішак · f2 білий пішак · c1 біла тура · g1 білий король | a8 білий ферзь · g8 чорний король · e7 чорна тура · f7 чорний пішак · h7 чорний пішак · b6 чорний пішак · d6 чорний ферзь · f6 чорний слон · g6 чорний пішак · b5 білий слон · d5 чорний кінь · d4 білий пішак · e4 чорний пішак · g4 білий пішак · e3 білий слон · h3 білий пішак · a2 білий пішак · b2 білий пішак · f2 білий пішак · c1 біла тура · g1 білий король | a8 білий ферзь · g8 чорний король · e7 чорна тура · f7 чорний пішак · h7 чорний пішак · b6 чорний пішак · d6 чорний ферзь · f6 чорний слон · g6 чорний пішак · b5 білий слон · d5 чорний кінь · d4 білий пішак · e4 чорний пішак · g4 білий пішак · e3 білий слон · h3 білий пішак · a2 білий пішак · b2 білий пішак · f2 білий пішак · c1 біла тура · g1 білий король | a8 білий ферзь · g8 чорний король · e7 чорна тура · f7 чорний пішак · h7 чорний пішак · b6 чорний пішак · d6 чорний ферзь · f6 чорний слон · g6 чорний пішак · b5 білий слон · d5 чорний кінь · d4 білий пішак · e4 чорний пішак · g4 білий пішак · e3 білий слон · h3 білий пішак · a2 білий пішак · b2 білий пішак · f2 білий пішак · c1 біла тура · g1 білий король | a8 білий ферзь · g8 чорний король · e7 чорна тура · f7 чорний пішак · h7 чорний пішак · b6 чорний пішак · d6 чорний ферзь · f6 чорний слон · g6 чорний пішак · b5 білий слон · d5 чорний кінь · d4 білий пішак · e4 чорний пішак · g4 білий пішак · e3 білий слон · h3 білий пішак · a2 білий пішак · b2 білий пішак · f2 білий пішак · c1 біла тура · g1 білий король | 3 |
| 2 | a8 білий ферзь · g8 чорний король · e7 чорна тура · f7 чорний пішак · h7 чорний пішак · b6 чорний пішак · d6 чорний ферзь · f6 чорний слон · g6 чорний пішак · b5 білий слон · d5 чорний кінь · d4 білий пішак · e4 чорний пішак · g4 білий пішак · e3 білий слон · h3 білий пішак · a2 білий пішак · b2 білий пішак · f2 білий пішак · c1 біла тура · g1 білий король | a8 білий ферзь · g8 чорний король · e7 чорна тура · f7 чорний пішак · h7 чорний пішак · b6 чорний пішак · d6 чорний ферзь · f6 чорний слон · g6 чорний пішак · b5 білий слон · d5 чорний кінь · d4 білий пішак · e4 чорний пішак · g4 білий пішак · e3 білий слон · h3 білий пішак · a2 білий пішак · b2 білий пішак · f2 білий пішак · c1 біла тура · g1 білий король | a8 білий ферзь · g8 чорний король · e7 чорна тура · f7 чорний пішак · h7 чорний пішак · b6 чорний пішак · d6 чорний ферзь · f6 чорний слон · g6 чорний пішак · b5 білий слон · d5 чорний кінь · d4 білий пішак · e4 чорний пішак · g4 білий пішак · e3 білий слон · h3 білий пішак · a2 білий пішак · b2 білий пішак · f2 білий пішак · c1 біла тура · g1 білий король | a8 білий ферзь · g8 чорний король · e7 чорна тура · f7 чорний пішак · h7 чорний пішак · b6 чорний пішак · d6 чорний ферзь · f6 чорний слон · g6 чорний пішак · b5 білий слон · d5 чорний кінь · d4 білий пішак · e4 чорний пішак · g4 білий пішак · e3 білий слон · h3 білий пішак · a2 білий пішак · b2 білий пішак · f2 білий пішак · c1 біла тура · g1 білий король | a8 білий ферзь · g8 чорний король · e7 чорна тура · f7 чорний пішак · h7 чорний пішак · b6 чорний пішак · d6 чорний ферзь · f6 чорний слон · g6 чорний пішак · b5 білий слон · d5 чорний кінь · d4 білий пішак · e4 чорний пішак · g4 білий пішак · e3 білий слон · h3 білий пішак · a2 білий пішак · b2 білий пішак · f2 білий пішак · c1 біла тура · g1 білий король | a8 білий ферзь · g8 чорний король · e7 чорна тура · f7 чорний пішак · h7 чорний пішак · b6 чорний пішак · d6 чорний ферзь · f6 чорний слон · g6 чорний пішак · b5 білий слон · d5 чорний кінь · d4 білий пішак · e4 чорний пішак · g4 білий пішак · e3 білий слон · h3 білий пішак · a2 білий пішак · b2 білий пішак · f2 білий пішак · c1 біла тура · g1 білий король | a8 білий ферзь · g8 чорний король · e7 чорна тура · f7 чорний пішак · h7 чорний пішак · b6 чорний пішак · d6 чорний ферзь · f6 чорний слон · g6 чорний пішак · b5 білий слон · d5 чорний кінь · d4 білий пішак · e4 чорний пішак · g4 білий пішак · e3 білий слон · h3 білий пішак · a2 білий пішак · b2 білий пішак · f2 білий пішак · c1 біла тура · g1 білий король | a8 білий ферзь · g8 чорний король · e7 чорна тура · f7 чорний пішак · h7 чорний пішак · b6 чорний пішак · d6 чорний ферзь · f6 чорний слон · g6 чорний пішак · b5 білий слон · d5 чорний кінь · d4 білий пішак · e4 чорний пішак · g4 білий пішак · e3 білий слон · h3 білий пішак · a2 білий пішак · b2 білий пішак · f2 білий пішак · c1 біла тура · g1 білий король | 2 |
| 1 | a8 білий ферзь · g8 чорний король · e7 чорна тура · f7 чорний пішак · h7 чорний пішак · b6 чорний пішак · d6 чорний ферзь · f6 чорний слон · g6 чорний пішак · b5 білий слон · d5 чорний кінь · d4 білий пішак · e4 чорний пішак · g4 білий пішак · e3 білий слон · h3 білий пішак · a2 білий пішак · b2 білий пішак · f2 білий пішак · c1 біла тура · g1 білий король | a8 білий ферзь · g8 чорний король · e7 чорна тура · f7 чорний пішак · h7 чорний пішак · b6 чорний пішак · d6 чорний ферзь · f6 чорний слон · g6 чорний пішак · b5 білий слон · d5 чорний кінь · d4 білий пішак · e4 чорний пішак · g4 білий пішак · e3 білий слон · h3 білий пішак · a2 білий пішак · b2 білий пішак · f2 білий пішак · c1 біла тура · g1 білий король | a8 білий ферзь · g8 чорний король · e7 чорна тура · f7 чорний пішак · h7 чорний пішак · b6 чорний пішак · d6 чорний ферзь · f6 чорний слон · g6 чорний пішак · b5 білий слон · d5 чорний кінь · d4 білий пішак · e4 чорний пішак · g4 білий пішак · e3 білий слон · h3 білий пішак · a2 білий пішак · b2 білий пішак · f2 білий пішак · c1 біла тура · g1 білий король | a8 білий ферзь · g8 чорний король · e7 чорна тура · f7 чорний пішак · h7 чорний пішак · b6 чорний пішак · d6 чорний ферзь · f6 чорний слон · g6 чорний пішак · b5 білий слон · d5 чорний кінь · d4 білий пішак · e4 чорний пішак · g4 білий пішак · e3 білий слон · h3 білий пішак · a2 білий пішак · b2 білий пішак · f2 білий пішак · c1 біла тура · g1 білий король | a8 білий ферзь · g8 чорний король · e7 чорна тура · f7 чорний пішак · h7 чорний пішак · b6 чорний пішак · d6 чорний ферзь · f6 чорний слон · g6 чорний пішак · b5 білий слон · d5 чорний кінь · d4 білий пішак · e4 чорний пішак · g4 білий пішак · e3 білий слон · h3 білий пішак · a2 білий пішак · b2 білий пішак · f2 білий пішак · c1 біла тура · g1 білий король | a8 білий ферзь · g8 чорний король · e7 чорна тура · f7 чорний пішак · h7 чорний пішак · b6 чорний пішак · d6 чорний ферзь · f6 чорний слон · g6 чорний пішак · b5 білий слон · d5 чорний кінь · d4 білий пішак · e4 чорний пішак · g4 білий пішак · e3 білий слон · h3 білий пішак · a2 білий пішак · b2 білий пішак · f2 білий пішак · c1 біла тура · g1 білий король | a8 білий ферзь · g8 чорний король · e7 чорна тура · f7 чорний пішак · h7 чорний пішак · b6 чорний пішак · d6 чорний ферзь · f6 чорний слон · g6 чорний пішак · b5 білий слон · d5 чорний кінь · d4 білий пішак · e4 чорний пішак · g4 білий пішак · e3 білий слон · h3 білий пішак · a2 білий пішак · b2 білий пішак · f2 білий пішак · c1 біла тура · g1 білий король | a8 білий ферзь · g8 чорний король · e7 чорна тура · f7 чорний пішак · h7 чорний пішак · b6 чорний пішак · d6 чорний ферзь · f6 чорний слон · g6 чорний пішак · b5 білий слон · d5 чорний кінь · d4 білий пішак · e4 чорний пішак · g4 білий пішак · e3 білий слон · h3 білий пішак · a2 білий пішак · b2 білий пішак · f2 білий пішак · c1 біла тура · g1 білий король | 1 |
|   | a | b | c | d | e | f | g | h |   |

Безпосереднім попередником Каїсси була програма, створена в Інституті теоретичної та експериментальної фізики (ІТЕФ) 1961 року. Програма ІТЕФ була однією з перший повнофункціональних шахових програм написаних у СРСР (ще одну шахову програму приблизно тоді ж створили в Математичному інституті ім.Стєклова АН СРСР під керівництвом Шура-Бура ). Раніше в СРСР вже створювали програми, здатні розігрувати певні позиції з шахових партій, але жодна з них не була повноцінною програмою для гри в шахи. 
Розробку шахової програми ІТЕФ, для машини М-20, почали 1960 року . Створенням програми займалися Арлазаров, Адельсон-Вельський, Усков під загальним керівництвом Кронрода. 1967 року, в матчі з чотирьох партій, програма ІТЕФ обіграла шахову програму Стенфордського університету з рахунком 3-1. За оцінками гросмейстерів, які грали з програмою, вона грала в силу третього шахового розряду. На початку 1970-х років на основі коду програми ІТЕФ почалося створення нової шахової програми, що отримала назву "Каїсса". 
Програму Каїсса створили 1971 року співробітники Інституту проблем управління АН СРСР Г. Адельсон-Вельський, В. Арлазаров, і М. Донський. Безпосередньо над програмою працювали А. Бітман, А. Бараєв, А. Усков, А. Леман, М. Розенфельд. 1972 року програма виступила в матчі за листуванням з читачами газети "Комсомольська правда". Матч складався з двох партій і його виграли читачі з рахунком 1,5 на 0,5. 
На першому Чемпіонаті світу з шахів серед комп'ютерних програм в серпні 1974 в Стокгольмі (Швеція) Каїсса виграла всі чотири партії та стала першим чемпіоном світу серед шахових програм, обігнавши програми «Chess 4», «Chaos» і «Ribbit», які набрали по 3 очки. У турнірі взяли участь 13 машин з 8 країн світу, що передавали свої ходи в зал турніру оператору через телефон. Турнір проходив упродовж п'яти вечорів у концертному залі готелю "Біргер яарл". Одночасно велися шість партій. Дозволялося брати 30-хвилинну перерву щоб усунути технічні неполадки. Оператором за регламентом був автор програми або один з авторів, якщо їх було декілька. Оператором в Стокгольмі був Донський, а оператором у Москві — Арлазаров. «Каїссі» вручили золоту медаль чемпіона світу серед шахових програм. Медаль вручали президент ІФІП австралійський вчений Земанек і англійський видавець Максвелл, на чиї гроші була зроблена з чистого золота 110-грамова медаль. Вручаючи медаль, Максвелл назвав авторів Каїсси першими володарями медалі, через що всі кореспонденти визнали цей трофей перехідним. Однак потім Земанек офіційно оголосив, що медаль вручена радянським ученим навічно. 
Організатори турніру залишилися незадоволені лише тим, що найкращі програми турніру — «Каїсса» та «Чесс-4,0» не зіграли один з одним, тому після чемпіонату Каїсса і Chess 4 зіграли партію, що закінчилася внічию. 
Успіх Каїсси можна пояснити багатьма закладеними в неї нововведеннями. Зокрема, Каїсса мала дебютну книгу на 10000 ходів, використовувала новий алгоритм відсікання позицій і вперше використала бітборди. Також вона могла робити аналіз під час ходу суперника, використовувала евристику нульового ходу й складні алгоритми для управління часом. Надалі всі ці нововведення стали розповсюдженими в шахових програмах. Каїсса була написана на асемблері, працювала на британському комп'ютері ICL System 4/70 (64-бітний процесор, пам'ять 24000 байтів, швидкодія 900 тис. інструкцій у секунду) й аналізувала 200 позицій у секунду. 
У серпні 1968 шотландський шахіст Девід Леві заприсягнувся на 1250 фунтів стерлінгів з провідними фахівцями зі штучного інтелекту, що протягом десяти років жодна машина не зможе обіграти його в шахи. 17 грудня 1977 Девід грав проти Каїсси й виграв першу партію, після чого матч вирішили не продовжувати. 
2-й Чемпіонат світу пройшов 1977 року в Торонто (Канада), і почався з несподіваної події. Каїсса, грала чорними (див. діаграму праворуч), віддала туру ходом 34... Ле8? і програла. Після того, як очевидний хід 34... Kpg7 ввели в програму, Каїсса пояснила свій «позіх» наступним варіантом: 34... Kpg7 35.Фf8 +!! Кр:f8 36.Ch6 + Cg7 37.Лс8 + і мат у два ходи. Ніхто з шахістів, присутніх на матчі, цю комбінацію не виявив. Внаслідок програшу Каїсса розділила 2-3 місця з програмою Duchess. Перемогла у чемпіонаті програма Chess 4. 
На 3-му Чемпіонаті світу у вересні 1980 року в Лінці (Австрія) Каїсса розділила з п'ятьма іншими програмами 6-11 місця , або, за версією одного з її авторів, 4-7 місця. Всього в чемпіонаті брали участь 18 програм. Уряд ухвалив рішення припинити роботу над програмою, оскільки краще щоб програмісти присвятили свій час роботі над практично корисними проектами. 
1990 року версія програми «Каїсса» для IBM PC посіла 4 місце на шаховій олімпіаді в Лондоні.